# 艾塞克斯大學

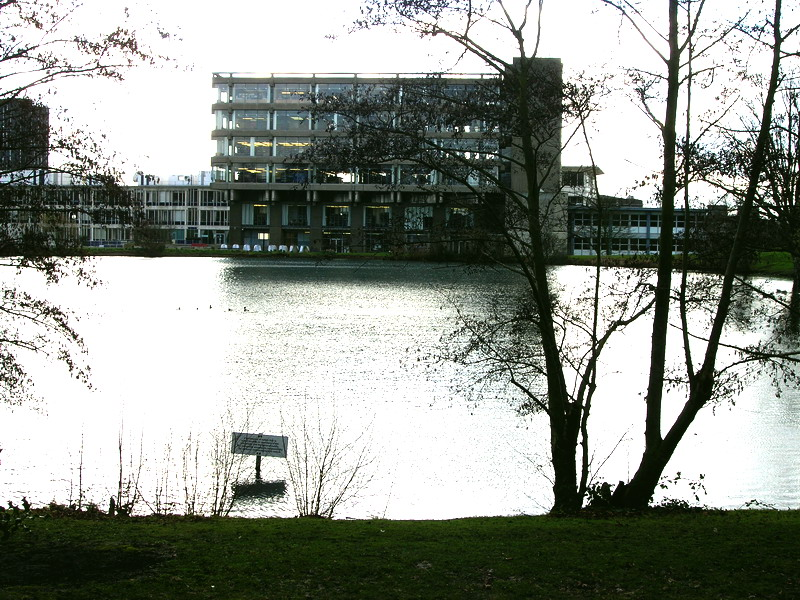
雅息士大学图书馆

雅息士大学（英語：University of Essex，又译爱希大学、埃塞克斯大學、雅希世大學或爱希克斯大學）是位于英国雅息士郡高車士打和威文霍镇的一所综合性大学。

## 概述
雅息士大学是英国的一所著名的综合性大学。该校于1965年获得皇家许可证。雅息士大学在经济、管理、语言、人权、社会学、机器人等专业领域享有世界盛誉，为1994年集团成员。根據2008年科研評估，該大學的研究實力排在全英第九。
校园坐落于200多英亩的Wivenhoe园林之中，wivenhoe与该校校徽wyvern-o谐音双关，所以又被称为威文大学、威文霍大学，这里四季如春、景色宜人，这座风景秀丽的园林为艾塞克斯大学提供了美丽的校园景色。校园内部紧凑，迷宫般的建筑结构成为英国大学建筑中的一个与众不同之处。教学楼、公寓、校园商店、银行、邮局、影剧院、酒吧、俱乐部, 咖啡厅和体育设施一应俱全。来自一百多个国家的海外留学生共同在这里学习。
大学所在的科尔切斯特镇是英国有历史记载的最古老的镇，也是英国的第一个首都。科尔切斯特目前拥有一万多个登记在册的传统建筑，这些建筑受到了政府的保护，也成为小镇的一道亮丽的风景线。科尔切斯特镇也附近地区的商业中心，镇子的中心地区设有优良的购物场所，以及图书馆、博物馆、艺术画廊、剧院，娱乐中心等公共设施。

## 学院与系
雅息士大学共设有5个学院、16个系。

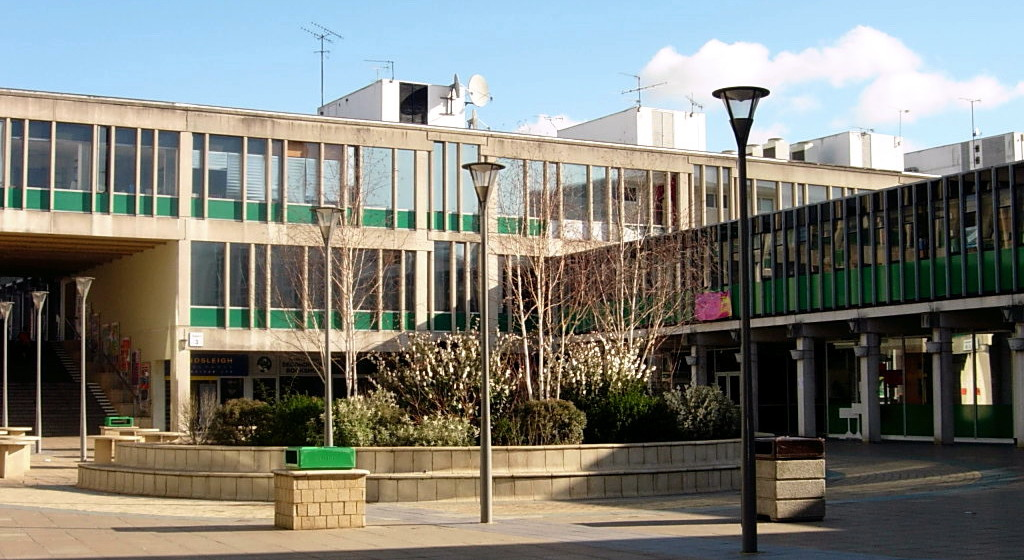
雅息士大学第三广场

5个学院即人文科学及其比较研究学院、法律学院、科学与工程学院、社会科学学院和研究生院。
16个系是：
- 会计学、金融与管理系
- 艺术历史与理论系
- 生物科学系
- 经济学系
- 计算机与电子系统工程系
- 政治学系
- 历史系
- 语言与语言学系
- 法律系
- 文学系
- 数学系
- 哲学系
- 物理系
- 心理学系
- 社会学系
- 酒店管理系

在这16个系中，大部分是英国规模比较大的系。所有这些系都致力于科研工作，因此，在英国大学的科研工作评比中，雅息士大学总是名列前茅。除此之外，它的许多系也赢得了全英或国际最高荣誉。

## 學術
該大學2011年學生滿意度排在全英前20。
该校的计算机科学系还第一次在英国设置了电子商务专业，现在该校的电子商务专业已经成为英国同类专业中的优秀代表。
大部份课程开设一年授课式的硕士课程及研究式的博士课程。該校的研究课程，在近年三次大学评审中都名列前十。在近年的英国教育界科研质量考核中，艾塞克斯大学因其杰出的科研成果跻身于全英十二所最佳大学，同时它的许多系也达到了国际优秀水平。
雅息士大学在机器人研发领域具有世界领先水平。其近年新建的机器人研究实验室将承担新型智能机器人的研发、设计、制造工作，并获得了英国工程与物理学研究理事会提供的巨额风险资金资助。风险基金由工程与物理学研究理事会设立，专门为具有较大风险和挑战性的研究项目提供资助。

### 排名
根據泰晤士報、衛報和2008年科研評估，該大學的研究實力排在全英第九。

## 各项设施

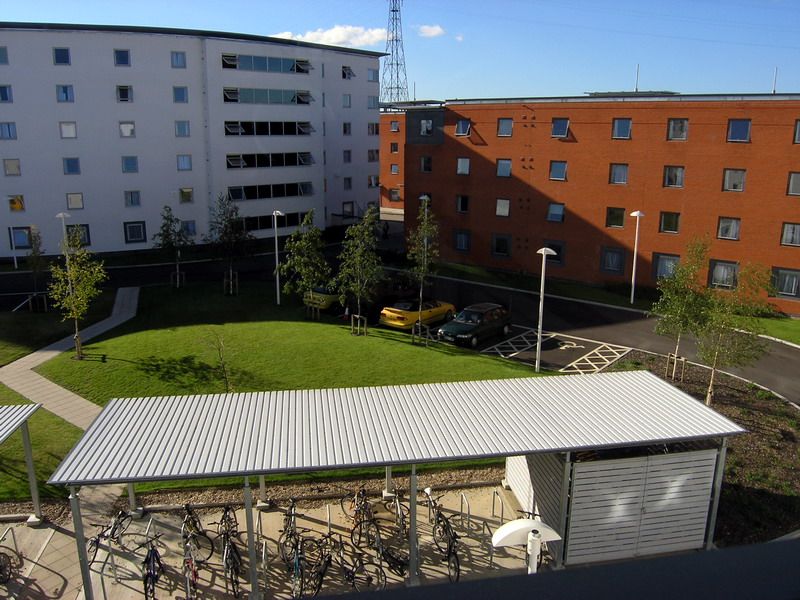
雅息士大学“码头”公寓区

学生可使用十余个装备有先进计算设备和高速网络连接的计算机实验室，并且大部分实验室是24小时开放。校园内的所有学生宿舍都与大学网络和因特网连接。学期中，图书馆每周开放84个小时，是英国大学中开放时间最长的图书馆之一。馆藏有860,000多本书籍、期刊和缩微胶片。
校园中有超市，餐厅，影剧院，邮局，银行和酒吧。两间投币式自助洗衣房24小时开放。
学校所有学生公寓皆为自助式，与其他人共用厨房和炊具。在整个学习期间，海外留学生都能保证有设施完善、收费合理的学生公寓居住，但英国本地学生则不能获此保障。校园大部份草皮均为运动用，包括网球场、足球场及其他运动。还有一座晴雨皆宜的运动场地。另有一座由英国体育彩票资助修建的设施齐全的运动馆，供羽毛球、篮球、乒乓球、壁球、体操、太极拳及健身用。

## 知名校友
- 奥斯卡·阿里亚斯·桑切斯 - 1987年诺贝尔和平奖获得者
- 克里斯托弗·皮萨里德斯 - 2010年诺贝尔經濟學奖获得者
- 约翰·伯考 - 英国下议院议长
- Siobhain McDonagh（英语：Siobhain McDonagh） - 英国工党下议院议员
- Rodolfo Neri Vela（英语：Rodolfo Neri Vela） - 墨西哥唯一的太空人
- 梁耀忠 - 前香港立法會議員
- 尹兆堅 - 前香港立法會議員
- 曹虹 - 香港資深傳媒人、恒生管理學院傳播學院院長
- 姚人多 - 台灣清華大學社會所副教授
- 陳雨凡 - 台灣執業律師、前民間司法改革基金會執行長
- 成令方 - 高雄醫學大學性別所退休教授
- 夏永超 Dr. Danny Ha - 香港特區政府委任 ISO 成員、風險評估員和審計師。 企業風險管理 (ERM) 顧問和專業認證培訓師。
- 李杏 - 知名演員、57屆金鐘獎最佳女配角